# Gustaaf Gevaert
Gustaaf Gevaert , né à Deinze le 17 janvier 1883 et décédé le 17 août 1952 à Ypres fut un homme politique socialiste belge flamand.
Gevaert, tisserand et teinturier de son état, fut la figure centrale du socialisme à Deinze avant et après la Première Guerre mondiale. Après des échauffourées, il fut licencié par son usine, après quoi il travailla comme lettreur dans l'imprimerie libérale de Van Coppenolle. Après un différend de salaire il se retrouve à la rue en 1901. Il se retrouve à la coopérative gantoise Vooruit à Deinze. En 1908, il cofonda la coopérative Voor Ons Recht à Deinze.
Électoralement, 1907 et 1911 furent des échecs, mais en 1921, il fut élu pour la première fois au conseil communal de Deinze, où il sera réélu en 1926 et '32. Il fut aussi brièvement conseiller provincial en 1920-21, car en 1921 il fut élu député et réélu en 1925, mais pas en 1925, ni en 1929 ni en 1932.
Gevaert fut aussi secrétaire du parti (1912-1933) et président du syndicat Les Ouvriers du Textile Réunis. Il siégea dans la direction de la mutualité socialiste locale. Avant guerre, il fut encore rapporteur et comptable des Jonge Turners et président et acteur du cercle de théâtre Volksverheffing.
En décembre 1933, son entreprise (un élevage de volailles) se plante et Vooruit lui refuse un prêt. Ensuite, il se fait rayer du payroll de la coopérative. Il démissionne le 21 décembre 1933 comme conseiller communal, après quoi il déménage à Ostende et puis Ypres.

## Sources
- Sa bio sur ODIS